# シロク
株式会社シロク（英: SIROK Inc.）は、スマートフォン等次世代端末・モバイル・インターネットを利用した各種情報提供サービスの企画、制作及び運営を事業内容とする日本の企業である。
本社は東京都渋谷区に所在。サイバーエージェントの100%出資子会社。代表取締役は飯塚勇太。

## 概要
シロクはサイバーエージェントが2011年12月1日に設立した子会社。写真共有アプリ「My365」、スマートフォンのプッシュ通知解析サービス「Growth Push」、アプリ情報ポータルサイト「ドットアップス」、コスメブランド N organicなどを運営。2011年10月、学生時代に株式会社サイバーエージェントの内定者4名で作った写真共有アプリ「My365」がリリースから10日間でいきなり10万ダウンロードを突破し、それを聞きつけた代表取締役社長の藤田晋から「My365を会社化しない?」と声をかけられ、サイバーエージェントの子会社としてシロクを設立。社名の由来は、「白」と「黒」という2つの色。収益を生み出すという事と、作りたいサービスを作るという両立が難しい両側面を、白と黒という相反する色に重ねたこと。

### アプリ事業
- my365

### メディア事業
- ドットアップス
- ドットゲームス

### ツール事業
- Growthpush
- Growthbeat

### コスメブランド事業
- N organic

### タイアップ
- キズナアイTVCM[6]

## 関連会社
- 株式会社サイバーエージェント - 親会社。概要にも記載の通り、シロク代表取締役の飯塚勇太ら創業者4人は元々サイバーエージェントの内定者であった。
- 株式会社ゴロク - 子会社。2019年4月に設立。代表取締役は田村俊太郎。資本金は1,000万円（資本準備金を含む）